# Apostelinnenklooster (Antwerpen)

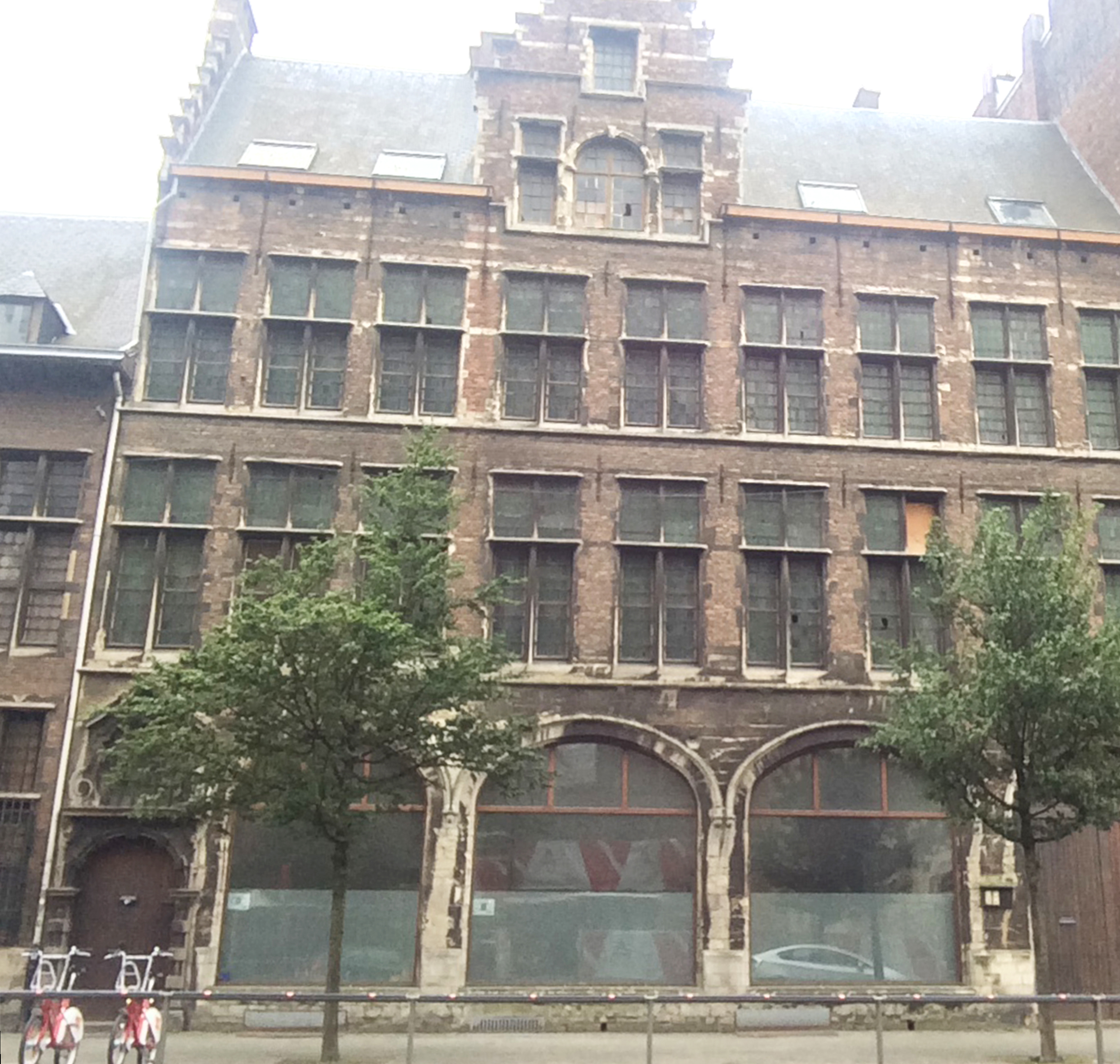
Apostelinnenklooster Antwerpen

Het Apostelinnenklooster is een voormalig klooster in Antwerpen. Het pand is gelegen aan de Paardenmarkt en werd tussen 1689 tot 1797 bewoond door de in 1680 in Antwerpen gestichte congregatie van de Zusters Apostolinnen. Het voormalig uit twee (burger)panden bestaande gebouw werd ook bekend als "de Peerboom" en "Fonteyn".
De huidige voorgevel van het pand stamt uit de eerste helft van de twintigste eeuw (1921-1922) maar er is nog de oude binnenplaats in neotraditionele stijl. Ook het barokpoortje is een restant uit vroeger tijden en is naar verluidt afkomstig van een inmiddels verdwenen gebouw uit de Kaasstraat.